# جامعه‌شناسی نخبه‌کشی
جامعه‌شناسی نخبه‌کشی (جامعه‌شناسی نخبه‌کشی: قائم‌مقام، امیرکبیر، مصدق: تحلیل جامعه‌شناختی برخی از ریشه‌های تاریخی استبداد و عقب‌ماندگی در ایران) کتابی نوشتهٔ علی رضاقلی دربارهٔ عملکرد نخبگان سیاسی و برخورد جامعه ایران با آنهاست. این کتاب عنوان پر خواننده‌ترین کتاب در حوزهٔ مطالعات سیاسی در سال ۱۳۷۷ ایران را به خود اختصاص داده‌است. این کتاب تحلیلی جامعه شناسانه از برخی ریشه‌های تاریخی استبداد و عقب ماندگی در ایران، را بیان می‌دارد.
این کتاب نخستین بار در سال ۱۳۷۷ از سوی نشر نی منتشر شد و پس از آن بارها تجدید چاپ شد. نویسنده در پی پاسخ‌گویی به این سؤال است که آیا تغییر و اصلاح در ساخت و بافت جوامع به دست نخبگان و از بالا انجام می‌شود یا بر اثر تحول در بستر اجتماعی و از پایین. این کتاب تحلیلی جامعه شناسانه از برخی ریشه‌های تاریخی استبداد و عقب ماندگی در ایران است و به این منظور نویسنده به تحلیل شرایط سیاسی، اجتماعی و فرهنگی زمان قائم مقام فراهانی، امیرکبیر و مصدق می‌پردازد. نگارنده با مدد جویی از شواهد تاریخی مطرح می‌کند که ساختار اقتصادی، سیاسی و اجتماعی ایران به گونه‌ای است که نخبگان سیاسی عملاً برای اصلاح وضع موجود راه به جایی نمی‌برند چراکه جامعه تاب اصلاحات را نداشته و دست به نخبه کشی می‌زند.
کتاب از چهار فصل تشکیل شده‌است. فصل اول به بررسی ویژگی فرهنگ اقتصادی ایران اختصاص دارد و مؤلف با سیری اجمالی در تاریخ ایران از دوره مغول تا قرن نوزدهم، درمی یابد که فرهنگ اقتصادی پانصد سال اخیر ایران، ویژگی‌های خاصی مانند وابستگی، مصرف‌زدگی و تسلیم تکنولوژی مدرن شدن دارد که کم و بیش ثابت مانده‌است. فصل‌های دوم تا چهارم نیز به بررسی موردی حکم فوق در خصوص قائم مقام فراهانی، امیرکبیر و مصدق پرداخته و نشان می‌دهد که چگونه ساخت کلی کشور تمایل به نخبه‌کشی داشته‌است.
جامعه‌شناسی نخبه‌کشی یکی از پر چاپ‌ترین کتاب‌های ایران است.